# 朱佐
朱佐（1484年—？年），字道甫，四川成都右衛左所官籍直隶定遠縣人。

## 生平
治《易經》，正德八年（1513年）癸酉科四川鄉試第十九名舉人，年四十歲中式嘉靖二年（1523年）癸未科會試第一百十七名，第三甲第一百八十七名進士。嘉靖三年正月选授南京贵州道监察御史。

## 家族
曾祖朱信。祖父朱璿。父朱欽。前母任氏；母常氏。具庆下。弟朱仕，典膳；朱仲、依、化、傑、傅（典膳）、偁。